# Temple protestant de Saint-Sulpice-de-Royan
Pour l’article homonyme, voir Temple de Saint-Sulpice.
Le temple protestant de Saint-Sulpice-de-Royan, en Charente-Maritime, est un lieu de culte de l'Église protestante unie de France. Il est une des composantes de la paroisse Saintonge-Océan, qui regroupe également Vaux-sur-Mer, Saint-Palais-sur-Mer, Breuillet et Saint-Augustin. 
Édifié à partir de 1854 par l'architecte parisien Léon Jossier (auteur, dans la région, du temple de Chaillevette et de celui d'Étaules), il se singularise par sa forme octogonale extrêmement rare et par son style néo-roman, qui tranche avec les réalisations empreintes de classicisme qu'on retrouve généralement dans la région.  

## Histoire
Dès le XVIe siècle, la Réforme fait des progrès fulgurants dans la presqu'île d'Arvert, région largement ouverte sur l'océan et dotée de nombreux ports, que fréquentent marins et commerçants en provenance des régions du nord de l'Europe. Comme dans les autres paroisses des environs, une communauté protestante active se met en place à Saint-Sulpice. Divergences théologiques (souvent doublées d'intérêts économiques), provocations mutuelles de la part d'extrémistes « huguenots » ou catholiques exacerbent les tensions et, pendant les guerres de Religion, les protestants mettent à sac l'église Saint-Sulpice dont ils ne laissent debout que le clocher, la nef et la façade. 
L'édit de Nantes, institué par le roi Henri IV en 1598, met un terme à cette longue période de conflits que représentent les guerres de Religion. Moins d'un siècle plus tard, à partir de 1682, la plupart des temples des environs sont détruits par ordre du roi Louis XIV, qui, par l'édit de Fontainebleau de 1685, révoque l'édit de Nantes. Commence alors la période « du désert » pendant laquelle les protestants (désignés comme « ceux de la religion prétendue réformée » ou « religionnaires ») sont contraints, pour échapper aux persécutions, de fuir vers des contrées plus tolérantes (Provinces-Unies, Colonies anglaises d'Amérique du Nord...) ou de célébrer leur culte en plein air, dans des maisons particulières, des étables, voire en pleine mer, en évitant autant que possible d'attirer l'attention des autorités. 
La deuxième moitié du XVIIIe siècle est marquée par une plus grande tolérance, alors que se développent les idées des Lumières. Une maison d'oraison (temple semi-clandestin, souvent aménagé dans une grange) est construite au Pouyaud, à Médis. Les fidèles de Saint-Sulpice y sont rattachés, et doivent faire de longs kilomètres à pied pour se rendre au culte. Quelques années plus tard, une maison d'oraison est édifiée au hameau des Maries, mais elle reste toujours bien éloignée de Saint-Sulpice. 
En 1811, une enquête révèle que la commune compte 516 habitants de confession réformée, ce qui représente 64 % de la population. Devant les contraintes que représente la distance entre Les Maries et Saint-Sulpice, une souscription est lancée pour la construction d'un nouveau temple, permettant de récolter 5000 francs. Le nouveau bâtiment est édifié dans le village. Inauguré en 1818, c'est le premier temple protestant construit dans le département pendant la Restauration. Cependant, quelques années plus tard, il est devenu trop exigu, inadapté aux besoins du culte et menace ruine. 
Le consistoire envisage alors la construction du temple actuel, dont les plans sont confiés à l'architecte parisien Léon Jossier, auteur de plusieurs édifices similaires dans la région (Chaillevette, Étaules, mais aussi Exoudun, dans les Deux-Sèvres). Rompant avec le parti-pris architectural traditionnel inspiré du classicisme, il imagine un édifice octogonal néo-roman, aux vastes dimensions. Les travaux sont délégués à l'architecte Alphonse Bourgeat, de Rochefort, et le chantier est placé sous la direction de l'entrepreneur Pierre Bourdin, de Marennes. Ils commencent en 1854 et quelques mois plus tard, le 19 avril 1855, la cérémonie de dédicace, supervisée par le pasteur Jean-Pierre Lafon, président du Consistoire de La Tremblade, réunit de nombreux fidèles des environs. 
Une campagne de restauration est menée en 1904 sous la direction de l'architecte René Baraton, puis de nouveau en 1994, avec notamment une remise en état de la charpente. Prenant en considération les qualités architecturales de l'édifice, unique dans la région, la Direction régionale des Affaires culturelles de Poitou-Charentes propose le temple à l'inscription à l'Inventaire supplémentaire des monuments historiques, mesure rendue effective en 1998, année du quatrième centenaire de l'édit de Nantes. Tout comme l'église, le temple a été mis en lumière (éclairage nocturne par une série de spots) et un panneau d'information a été posé sur la place des écoles (en face de l'entrée). Il permet de mieux appréhender l'histoire et l'architecture de ce monument. Il bénéficie d'une protection patrimoniale depuis 1998, année du quatrième centenaire de l'édit de Nantes : il est en effet inscrit à l'Inventaire supplémentaire des monuments historiques.

## Architecture
Le temple protestant de Saint-Sulpice-de-Royan présente des caractéristiques architecturales qui en font un édifice remarquable à plus d'un titre. Sa disposition en forme d'octogone n'est reprise que par quelques temples en France (Meyrueis, en Lozère ; La Calmette, dans le Gard), auquel on peut ajouter le temple de Papetoai, sur l'île de Moorea, en Polynésie française. Ses huit côtés mesurent chacun six mètres. En dehors du mur du chevet (aveugle) et de celui de la façade, percé d'une baie unique, chaque pan de mur abrite un triplet en plein cintre qui confère à l'édifice une grande luminosité, sans toutefois éblouir ni l'assemblée des fidèles, ni le pasteur. 
L'entrée dans le temple est assurée par un petit vestibule se terminant par un pignon, qui se prolonge par un campanile sommé d'une croix celtique. Le portail est surmonté d'un tympan d'inspiration romane, orné de figures géométriques. L'intérieur surprend par ses amples dimensions. Le mur du chevet abrite la chaire, élément majeur du culte protestant, où le pasteur prononce ses sermons. Les murs latéraux, en pierre de taille, sont doublés par de grandes arcades en plein cintre. Ils supportent une charpente apparente à huit demi-fermes rayonnantes. La capacité totale du temple atteint 450 personnes, grâce à l'adjonction d'une tribune. La toiture est en ardoise (et non en tuile canal, comme la majorité des édifices de la région).